# Теория социальной нормы
Теория социальной нормы – коммуникационная теория, в рамках которой изучается, как понимание того, что является социальной нормой, может влиять на поведение человека. Основана на предположении, что многие люди подчиняются искаженным социальным нормам, которые не соответствуют реальности.

## Возникновение теории
Теория социальной нормы известна в первую очередь как инструмент борьбы с употреблением алкоголя среди студентов. Данную теорию начали активно обсуждать в 1986 году, когда в США была опубликована статья социологов Уэсли Перкинса и Алана Берковица, посвященная особенностям употребления алкоголя среди студентов университетов. В ходе исследования Перкинс и Берковиц установили, что представление студентов о том, сколько пьют их одногруппники или студенты других университетов в несколько раз отличалось от действительности.
Ученые поняли, что студенты принимают за социальную норму искаженную информацию, что отрицательно влияет на их поведение. Они инициировали социальную кампанию, в ходе которой в университетах распространялась реальная информация о количестве потребляемого алкоголя среди американских студентов. Сообщения были оформлены следующим образом: “85% студентов этого университета выпивают лишь одну кружку пива по воскресеньям и считают такое поведение правильным”. В результате данной кампании, лишь изменив представление  студентов о том, сколько в среднем пьют их окружающие, ученым удалось существенно уменьшить потребление алкоголя в университетах. В ходе эксперимента Перкинс и Берковиц установили, что существует прямая связь между тем, что люди принимают за социальную норму, и их поведением.

## Суть теории
Объектом исследования теории социальной нормы выступает влияние окружающих на поведение индивида. Считается, что особо сильное давление со стороны членов своего круга испытывают молодые люди - студенты и старшеклассники.
Исследования доказывают, что часто люди неверно воспринимают, насколько вредные привычки (употребление спиртного, курение) а также поведение, сопряженное с риском (пренебрежение правилами дорожного движения), характерны для их окружающих. Большинство людей склонны считать, что среднестатистический человек ведет более развязанный образ жизни, чем они сами. Это не соответствует реальности. Следовательно, у людей складывается искаженное восприятие социальной нормы. Существует огромный разрыв между тем, что люди принимают за социальную норму и реальным поведением, характерным для их окружения. Согласно теории социальной нормы, люди ошибочно считают, что поведение и ценностные ориентации окружающих отличаются от их собственных.
Наше поведение находится под влиянием ошибочных представлений о том, как думают и ведут себя окружающие. Влияние на людей оказывает в первую очередь не объективная реальность, а то, как мы воспринимают действительность. В результате растет уровень рискованного и нездорового поведения. Считая, что сверстники пьют много алкоголя, среднестатистический студент станет употреблять больше спиртного.
Согласно теории, чтобы скорректировать поведение людей, нужно изменить их представление о социальной норме. Экспертам необходимо распространять сообщения, в которых будет отражена корректная, актуальная информация относительно поведения, которое свойственно большинству членов определенной социальной группы. Такая информация не будет подталкивать людей менять поведение, руководствуясь ошибочными представлениями о социальных нормах. Более того, используя теорию социальной нормы, можно мотивировать людей вести здоровый образ жизни.
Теория социальной нормы широко применяется в США для борьбы со злоупотреблением алкоголем среди студентов университетов, именно с данной теорией связывают уменьшение употребления спиртных напитков и табакокурения.

## Развитие теории в XXI веке
Один из создателей теории, Уэсли Перкинс, продолжает проводить обширные исследования. Он разрабатывает и тестирует новые методы теории социальной нормы а также расширяет применимость теории к разным социальным проблемам.
В настоящий момент теория социальной нормы актуальна. Кампании в СМИ, направленные на изменение социальной нормы, финансируются многими федеральными агентствами, государственными учреждениями и некоммерческими организациями. Теория социальной нормы продолжает применяться в борьбе с курением, наркотиками и чрезмерным употреблением алкоголя. Сфера применения теории расширяется. С помощью теории социальной нормы удается корректировать отношение людей к здоровому питанию, физическим упражнениям, безопасному сексу, соблюдению правил дорожного движения.
В последнее время особое внимание исследователи уделяют проблемам насилия. Специалисты подчеркивают, что культурные и социальные нормы могут как защищать нас от насилия, так и поощрять насилие. Множество кампании в СМИ направлены на борьбу с насилием. Однако на данный момент они оцениваются как малоэффективные по сравнению с аналогичными кампаниями по пропаганде здорового образа жизни. Сейчас для решения проблемы домашнего насилия эксперты пытаются сочетать методы теории социальной нормы с форматом игрового обучения.
Стремительно падает доверие людей к традиционным СМИ. В связи с этим кампании по изменению социальной нормы все чаще проводят в Интернете. С точки зрения теории социальной нормы у Интернета есть множество преимуществ. В Интернете можно оперативно получить обратную связь. Социальные медиа позволяют модифицировать послание и обеспечивать его многовариантность, благодаря чему значительно повышается точность доставки до целевой аудитории. Таким образом растет и эффективность кампании по изменению социальной нормы.

## Критика
Согласно теории социальной нормы, наибольшее влияние на поведение людей оказывают прежде всего социальные факторы (одобрение или неодобрение окружающих). Однако последние исследования доказывают, что они не всегда первичны. Например, было установлено, что для того, чтобы побудить людей снизить потребление электроэнергии, социальной мотивации недостаточно. Изучая, как материальные и социальные факторы влияют на то, как люди расходуют воду и электричество, Хосе Пеллерано и его коллеги обнаружили, что материальный фактор иногда может существенно снижать эффект социального фактора. Другими словами, в некоторых случаях деньги для нас важнее, чем мнение окружающих. Именно поэтому социальные кампании в поддержку энергосбережения не всегда эффективны.
При использовании теории социальной нормы стоит учитывать понятие «диапазон приемлемости». Дело в том, что люди готовы к восприятию только таких идей, которые не расходятся с их мировоззрением кардинально. Если послание, транслируемое средствами массовой информации, совершенно противоречит представлениям человека об окружающей действительности, он просто не воспримет сообщение, и оно никак не повлияет на его поведение. «Послание, с которым обращаются к обществу, не имеет права кардинально расходиться с массовыми ценностями и мировоззрением общества. В противном случае оно обречено быть неуслышанным». По оценкам экспертов, послание, с которым мы обращаемся к аудитории, может расходится с их представлением о социальной норме максимально на 10%.
Критики теории социальной нормы указывают на то, что часто кампании по изменению социальной нормы не приносят успехов, поскольку их редко проводят должным образом. Для разработки эффективной кампании всегда необходимо тщательное исследование. Прежде чем запустить кампанию по изменению социальной нормы, необходимо провести интервью с членами нашей целевой аудитории для того, чтобы максимально корректно понять и оценить их текущие убеждения и установки. Сообщения, созданные на основе результатов  интервью, должны быть предварительно протестированы, чтобы убедиться, что целевая аудитория воспринимает их верно. На практике эта последовательность не всегда соблюдается, что приводит к неудовлетворительным результатам. Также приходится сталкиваться с тем, что грамотно составленное сообщение размещают в источниках, которые не пользуются доверием целевой аудитории. Такие ошибки не только подрывают всю кампанию, но и еще сильнее укрепляют искаженное представление людей о социальной норме.